# Paul Ackerman
Pour les articles homonymes, voir Ackermann.
Paul Ackerman, né le 17 septembre 1908 à Iași (Roumanie) et mort à Paris le 13 mars 1981, est un peintre, lithographe, sculpteur et décorateur de théâtre roumain naturalisé français.
Vivant en France depuis 1912, il appartient à l'École de Paris.

## Biographie
Paul Ackerman a quatre ans lorsque, en 1912, son père, administrateur de société et grand amateur d'art, décide, par contrainte face à « l'antisémitisme qui est une dure réalité en Roumanie », de venir s'installer à Paris, dans une grande villa face au bois de Vincennes. Il fait ses études secondaires au lycée Charlemagne — où il se lie d'une amitié durable avec Gabriel Arout, futur auteur de théâtre pour qui, plus tard, il réalisera les décors —, puis à l'École alsacienne. À partir de 1925, Ackerman étudie le droit et les lettres à la Sorbonne, mais, fréquentant assidûment le musée du Louvre, il sait que sa vocation est ailleurs.
En 1933, Paul Ackerman fait la connaissance de Simone Laverrière, originaire de Royan, qu'il épouse en 1935. En 1936, dans son atelier du 100, rue du Faubourg-Saint-Honoré, il dessine des projets d'affiches, de tissus et de bijoux pour Elsa Schiaparelli et Marcel Rochas tout en fréquentant l'atelier de Fernand Léger.
En 1939, durant la Seconde Guerre mondiale, Paul Ackerman est mobilisé, fait prisonnier puis, libéré, retrouve son épouse Simone à Vichy d'où, expulsé comme Juif, il part à Saint-Tropez. Il mène alors dans le sud de la France un vie cloîtrée, faite de petits moyens (peinture sur papier journal), mais aussi d'une grande amitié, celle de Pierre Bonnard. De 1942 à 1945, il poursuit cette vie cloîtrée à Chindrieux, y peignant des paysages de Savoie, des nus, des natures mortes et des autoportraits.
À la Libération, Paul Ackerman retrouve à partir de 1945 son atelier parisien, effectuant toutefois des retours à Saint-Tropez, retrouvant Pierre Bonnard et fréquentant Pablo Picasso. À Paris, ses grandes rencontres sont alors Jean-Michel Atlan, Jean Dubuffet, Serge Poliakoff et surtout Alexandre Garbell dont il devient l'ami. Suivent rapidement la première exposition chez Raymond Creuze en 1947, le prix Pacquement en 1950.

## Œuvre
L’œuvre de Paul Ackerman se caractérise par sa polyvalence, ses variations, ses mutations, ses étapes, ses périodes, ses cycles, ses virages, ses métamorphoses, et même ses contradictions. N'ayant jamais été prisonnier d'un style, il est à la fois l'un des peintres les plus secrets de son temps et l'un de ceux qui en portent témoignage. Si dans les années 1950 l'aspect formel de son œuvre le range dans la peinture abstraite, un regard plus appuyé ne tarde pas à identifier la réalité concrète inspiratrice.
Après un virage à 180°, Ackerman revient résolument à la figuration dans ses grands cycles Rembrandt, Vivaldi, Dickens. On devine dès l'abord en filigrane de son œuvre la lecture de certains auteurs ésotériques (René Guénon notamment), ce que confirment ses notes manuscrites de réflexions personnelles, mais ce que contredit l'affirmation de l'artiste : « Je n'étais guidé par rien, je ne sais d'où ces images ont surgi, ni pourquoi je les ai faites ».
La propension de Paul Ackerman à l'ésotérisme s'est confirmée en 1965 avec L'Agartha, définie par René Guénon comme « un monde souterrain étendant ses ramifications partout sous les continents ». Ackerman se sent poussé à rendre visible ce monde invisible. Son œuvre, et c'est ce qui fait son unité dans sa pluralité, relève donc d'une métaphysique où tout revêt un sens symbolique ou cosmogonique.
« Ou le temps sera clément avec mon travail », écrit Paul Ackerman dans ses notes, « et lui donnera cette valeur indispensable qui sensibilise une œuvre pour les générations à venir, et dans ce cas j'aurai été un vivant, ou le temps effacera ce que j'ai fait et dans ce cas je n'aurai jamais été qu'un peu de poussière ».
Il meurt en 1981 et repose au cimetière parisien de Bagneux (4e division).

## Thèmes dans l’œuvre d'Ackerman
- Ombres et Lumières, 1926-1964.
- Peintures sur papier journal, 1942.
- La leçon cubiste, de Paul Cézanne à Jacques Villon, 1946.
- Les Roseaux, 1949-1953.
- Les Soleils, 1950.
- Calligraphie, 1952.
- Thèmes bibliques et série Les Chinois, 1953.
- Tabula Rasa, 1956.
- Peintures en relief sur polyester, 1957.
- Clairs Obscurs, 1960-63.
- Rembrandt, 1964.
- L'Agartha, 1966-70.
- Voyage de Bruegel, 1967.
- Vivaldi, Dickens, 1970.
- Portraits dans un miroir, 1975-1977.
- Au-delà du réel, 1979.

## Expositions

### Expositions personnelles
- Galerie Raymond Creuze, Paris, 1947, 1954 et juin 1957[10].
- Galerie du Siècle, Paris, 1950, catalogue préfacé par Loys Masson.
- Galerie Royale, Paris, 1955.
- Galleria del Grattacielo, Milan, 1956.
- Galerie Motte, Paris, 1962.
- Approches de Rembrandt, galerie Max Kaganovitch, Paris, 1964.
- Hommage à Rembrandt, galerie Max Kaganovitch, Paris, 1966[11].
- Leicester Gallery, Londres, 1967.
- Frankfurter Cabinet, Francfort-sur-le-Main, 1968.
- Musée de Cassel (Hesse), 1968.
- Galerie Dresdener, Montréal et Québec, 1968.
- Rétrospective Paul Ackerman, musée Galliera, Paris, 1970.
- Approche de l'Agartha, galerie Kriegel, Paris, 1970, avec les sculptures d'Irène Zack.
- Portraits dans un miroir, Uppsala (Suède), 1975.
- Le voyage de Bruegel, abbaye de Commelles (Oise), 1977.
- Eurpean Art Gallery, Bucarest, juin-juillet 2014[12].

### Expositions collectives
- Le Monde intérieur, Marseille, 1953.
- Le jardin, palais du Luxembourg, Paris, 1954.
- Les trente ans de la galerie, galerie Max Kaganovitch, Paris, 1966.
- Dessins, galerie Kriegel, Paris, 1967.
- Seize peintres abstraits, galerie Max Kaganovitch, Paris, 1968. Exposition organisée par l'historien de l'art Jean-Jacques Lévêque (1931-2011) et réunissant Paul Ackerman, Jean Messagier, Zoran Mušič, Olivier Debré, Paul Rebeyrolle, Key Sato, Zao Wou-Ki, Léon Zack, Árpád Szenes.
- From private collections in France, Royal Academy of Arts, Burlington House, Londres, 1969.
- Hommage à Max Kaganovitch, galerie Madeleine Kaganovitch, Paris, 1979. Exposition réunissant Paul Ackerman, Bill Parker, Anita de Caro, Jacques Boussard, Michel Cadoret et Isaac Païles. Catalogue préfacé par Gaston Palewski.
- Groupe Expo : peintures, sculptures, dessins, collages. Œuvres des années 1950-1970, La Capitale Galerie, Paris, de décembre 2013 à janvier 2014.

## Œuvres

### Décors pour le théâtre
- La dame de trèfle de Gabriel Arout, théâtre Saint-Georges, avec Madeleine Robinson, 1952.
- Une femme trop honnête d'Armand Salacrou, théâtre Édouard-VII (Paris), mise-en-scène de Georges Vitaly, avec Sophie Desmarets, Jacques Jouanneau et Marthe Mercadier, 1957.
- Patate de Marcel Achard, théâtre Saint-Georges (Paris), mise-en-scène de Pierre Dux, avec Pierre Dux, Maurice Teynac et Sophie Daumier, 1957.
- L'an 2200, théâtre Saint-Georges (Paris), 1964.

### Contributions bibliophiliques
- Jean-François Chabrun, Descriptions, poésies accompagnées de trente lithographies de Paul Ackerman, Paris, Éditions Hors Mesure, 1968.

## Réception critique
- « Ackerman est passé à l'abstrait, ou, du moins, en donne l'impression : un ensemble informel qui traduit merveilleusement des pensées secrètes, une vision intérieure s'exprimant par des superpositions, des oppositions de taches colorées. On le devine passionné de peinture et de couleur mais dédaigneux de ce qu'il appelle les conventions, emporté chaque fois dans des rêves bien en lui vers des formes irréelles qu'essaie de fixer son pinceau. » - Jean Jacquinot[10]
- « L'œuvre de ce roumain naturalisé français reflète dans son évolution la plupart des mouvements picturaux qui se sont succédé depuis les années 1930. Pourtant, une sorte d'unité paradoxale, un même esprit prédominent au cours de ces différentes phases de création : les œuvres d'Ackerman se gardent de justesse du décoratif par un sens poétique parfois ésotérique. » — Gérald Schurr[13]

## Récompense
- Prix Charles Pacquement, 1950.

## Collections publiques

### Allemagne
- Musée de Cassel (Hesse).

### États-Unis
- Musée d'Art John-et-Mable-Ringling, Sarasota (Floride).

### France
- Musée des Beaux-Arts de Bordeaux.
- Paris :
  - Département des estampes et de la photographie de la Bibliothèque nationale de France ;
  - musée d'Art moderne de Paris.
- Chapelle de Boncourt (Eure-et-Loir) : peinture sur toile et châssis représentant la Passion du Christ. Il s'agit d'une œuvre d'envergure en noir gris et banc dont les scènes successives se succèdent en entourant la totalité de l'abside de l'église.

## Collections privées
- Michel Seguin[14].

### Émission radiophonique
- Radioscopie, par Jacques Chancel avec Paul Ackerman, France Inter, 1970.